# 로이텐 전투
로이텐 전투는 1757년 12월 5일 벌어진 전투로 프리드리히 대왕 휘하의 프로이센군은 교묘한 기동과 지형을 이용하여 수적으로 우위에 있던 카를 휘하의 오스트리아군을 결정적으로 패퇴시켰다. 이로 인해 프로이센은 7년 전쟁 중 슐레지엔에 대한 지배권을 확고히 할 수 있었다.

## 배경
프리드리히 대왕이 중부 독일에서 프랑스-신성로마 연합군을 격파하기 위한 로스바흐 전투를 벌이는 동안 오스트리아군은 조금씩 슐레지엔을 탈환하기 시작했다. 프리드리히 대왕은 11월 28일 슐레지엔의 수도인 브레슬라우가 오스트리아군에게 함락 당했다는 것을 알게 되었다. 프리드리히는 재빨리 움직여 로이텐(Leuthen, Lutynia)에 도착하였고, 상대해야할 오스트리아군 숫자가 자신이 지휘하는 프로이센군의 두 배나 된다는 것을 알 수 있었다. 프리드리히 대왕은 군대를 지휘하는 모든 이가 그렇듯이 끔찍한 패배를 겪기보다는 영광스러운 승리를 얻고 싶었다. 오스트리아군 수뇌부에서는 이전에 브레슬라우에서 나가 프리드리히와 맞설 것인지에 대한 논쟁이 벌어졌고 결국 로트링겐의 카를의 의견이 받아들여져 오스트리아군은 출진하였다. 전투 날 안개가 껴 있었다. 그러나 이 주변 지역에서 프리드리히 대왕은 병사들을 훈련시킨 적이 있었고, 그렇기 때문에 프로이센군과 프리드리히 대왕은 주변의 지형지물에 대하여 상세히 알고 있었다.

## 양동작전

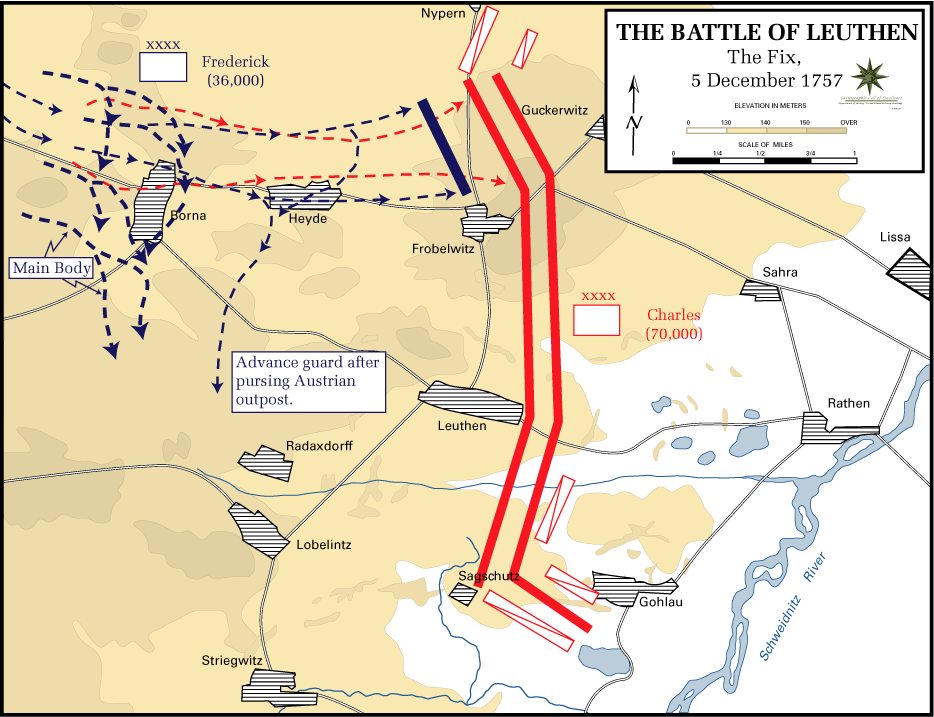
1.프로이센의 양동작전으로 오스트리아군의 주위를 끌다

프리드리히는 오스트리아 군의 중앙에 있는 로이텐을 향하여 바로 진군을 개시했다. 당시 오스트리아군의 전위는 놀랍게도 4마일에 걸쳐 있었는데, 오스트리아군이 이렇게 전열을 길게 늘어뜨려 놓은 것은 프리드리히가 즐겨 쓰는 측면공격에 당하지 않기 위한 방책이었으나 이는 결국 엄청난 실수였음이 드러났다. 프리드리히는 양동작전으로서 휘하의 기병대에게 보르나(Borna) 마을에 돌격을 가하게 했고 오스트리아군의 우익과 맞서게 하였다. 이러한 기병대의 움직임은 프로이센군이 오스트리아군의 오른쪽 측면공격을 준비하는 것으로 보이게 하였다. 프로이센군은 기병대의 양동작전으로 자신들의 진짜 목표를 숨길 수 있었다. 프리드리히 대왕은 자신의 정예 보병대와 함께 오스트리아군의 좌측 종대를 향해 진군해 나가기 시작했다.

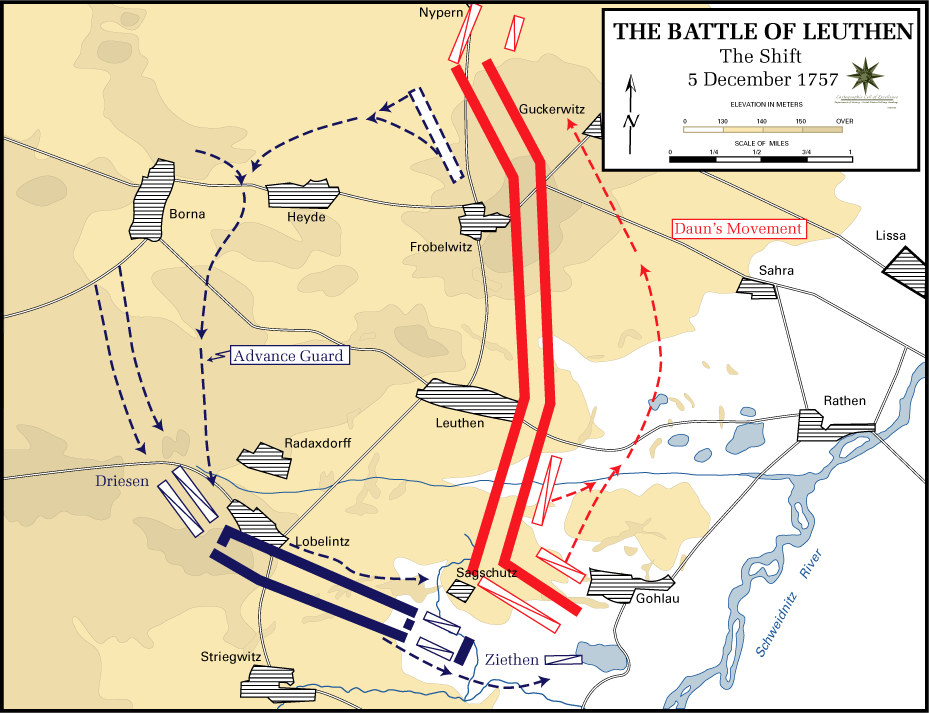
2.프리드리히 군대는 언덕을 돌아 오스트리아 군대의 측면을 공격했다

## 작전기동
보병대는 남쪽으로 이동하였고 낮은 언덕들의 능선 뒤에 숨어 오스트리아군의 시야에서 벗어났다. 오스트리아군의 사령관 로트링겐 공 카를 알렉산더(Prince Charles Alexander of Lorraine)은 교회의 첨탑위에 있었지만 아무것도 보지 못했고, 결국 프로이센군은 우익을 공격할 것이라 판단하여 예비대를 우익으로 보냈고, 이로 인해 오스트리아군의 좌익은 약화되었다. 프로이센군은 단순히 사라진 것처럼 보였다가 오스트리아군의 시야에 드러났을 때는 아무것도 안하고 물러나는 듯한 행동을 취했다. 로트링겐 공 카를 알렉산더는 이러한 프로이센군의 움직임을 보고 "그 멋진 친구들이 떠나는군. 그냥 그들이 가게 내버려두게."(The good fellows are leaving, let's let them go)라고 말했다고 한다.
그러나 두 명의 뛰어난 지휘관은 프로이센군을 진군하는 소대사이의 거리가 정확하게 각 소대의 전위의 넓이만큼 떨어져 있을 정도로 절도 있게 훈련시켰다. 그리고 이들이 오스트리아군의 좌익을 지나치다가 적을 향해 좌측으로 방향을 바꾸도록 미리 명령을 내렸다. 이에 따라 프로이센군의 선두가 오스트리아군을 무시하듯이 그들의 좌측면 너머로 진군을 계속하였다. 그리고 명령에 따라 각 종대의 소대들은 로베틴츠(Lobetinz)에서 좌측으로 방향을 전환하였고, 프로이센 전군은 전원 전투대형을 갖추고 정확한 사격 각도에 따라 오스트리아의 좌익을 겨누었다. 프로이센군은 그들의 전군이 스파르타 인들이 취했던 것과 흡사한 전투 기동을 수행하였고, 측면에 잇는 그들의 적을 공격하였다. 그러나 라인 전투가 보편화된 당시에 이러한 측면 기동은 무수한 피해를 입힐 수 있었다. 오스트리아군의 가장 약한 부대가 좌익에 배치되었기 때문에 이들의 전투능력은 의심받았고, 이에 따라 언덕을 방어선으로 삼고 있었다.

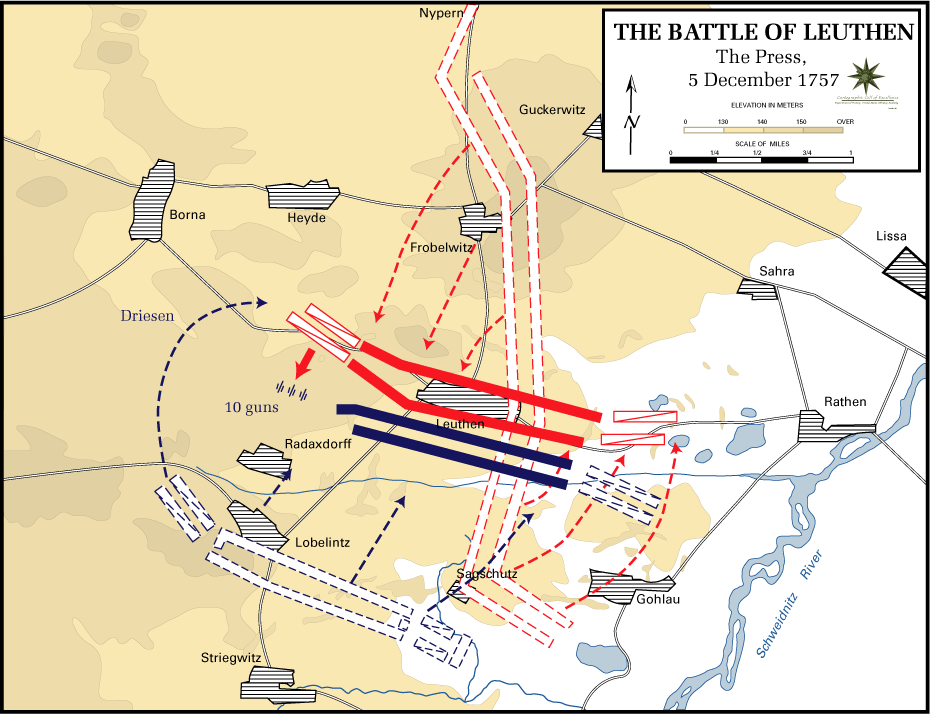
3.측면공격으로 오스트리아군은 혼란에 빠지다

## 오스트리아군의 붕괴
프로이센 보병대는 전통적인 2열의 전열을 구성하였고, 진군하면서 오스트리아군의 측면을 붕괴시켰다. 프리드리히 대왕으로서는 최고로 행운이 따라준 날이기도 했는데, 카를 공이 기병대를 좌익에서 우익으로 이동시켰을 뿐만 아니라 오스트리아 좌익에 배치된 보병부대는 프로테스탄트인 뷔르템베르크(Wurttemberg) 부대로서 역시 프로테스탄트인 프로이센에 친근감을 가지고 있었기 때문이다. 오스트리아군 좌익에 위치한 다른 부대는 프로이센군의 12파운드 포의 막강한 포격과 전진하는 프로이센군의 일제사격을 당하고 쉽사리 무너졌다. 카를 공은 우익에서 좌익으로 군사를 이끌고 와서 성급하게 로이텐(이전에 오스트리아군의 중앙부에 위치했던)에서 전열을 짜려 하였다. 오스트리아군은 절망적인 상황에서 자신들 스스로 전열을 짜려고 하였으나 프리드리히의 측면공격에 대비하여 전열을 너무 길게 늘어뜨려 놓았기 때문에 우익의 병사들은 자리를 잡는 데 1시간 반이 걸렸다.

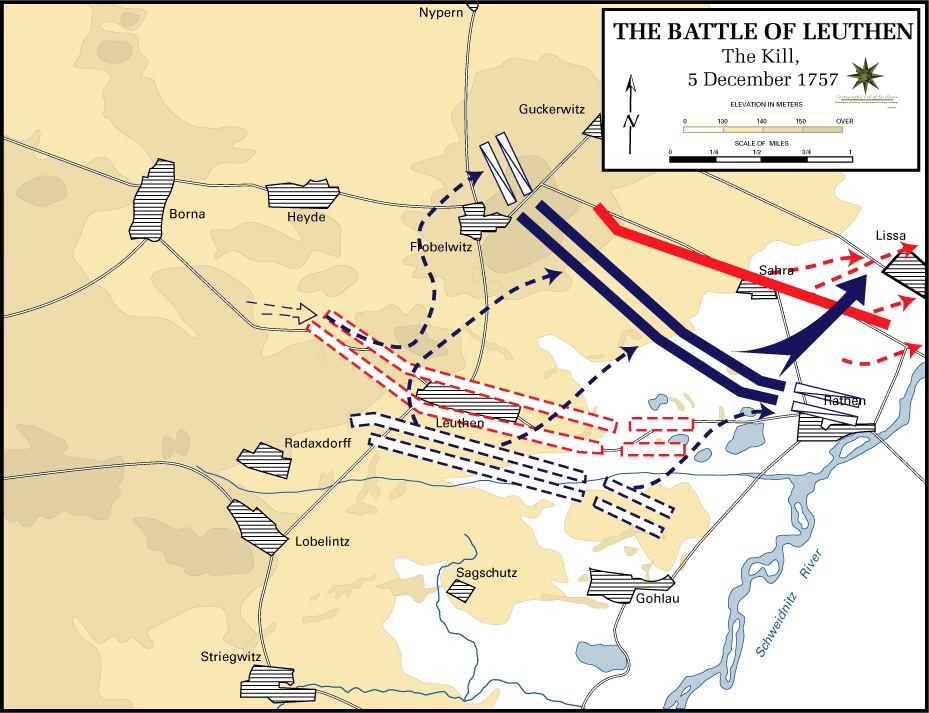
4.오스트리아군 붕괴하다

긴 프로이센군의 전열은 그들의 놀라운 진군을 1초도 멈추지 않았고, 포병대의 지원을 받으며 로이텐을 향해 돌격하였다. 단호하게 공격을 감행한 프로이센군은 놀랍게도 40분 만에 양측의 포격이 계속되는 와중에도 마을을 함락하였다. 이제 오스트리아 기병대는 프로이센군의 측면이 노출된 것을 보고 이들의 측면을 공격하여 승기를 잡으려 하였다. 이들에게는 불행하게도 프로이센 기병대가 오스트리아 기병대를 저지하기 위해 압도적인 돌격을 감행하였다. 기병대끼리의 격전은 곧 로이텐 후방에 위치한 오스트리아군의 전열에까지 번져갔고 엄청난 혼란과 무질서를 야기하였다. 오스트리아군의 전열을 무너졌다. 전투는 3시간이 조금 넘게 지속되었다. 오스트리아군의 완패를 보고 로트링겐의 카를 공은 "나는 이 패배를 믿을 수 없다."(I can't believe it!)라고 말했다고 한다.

## 영향

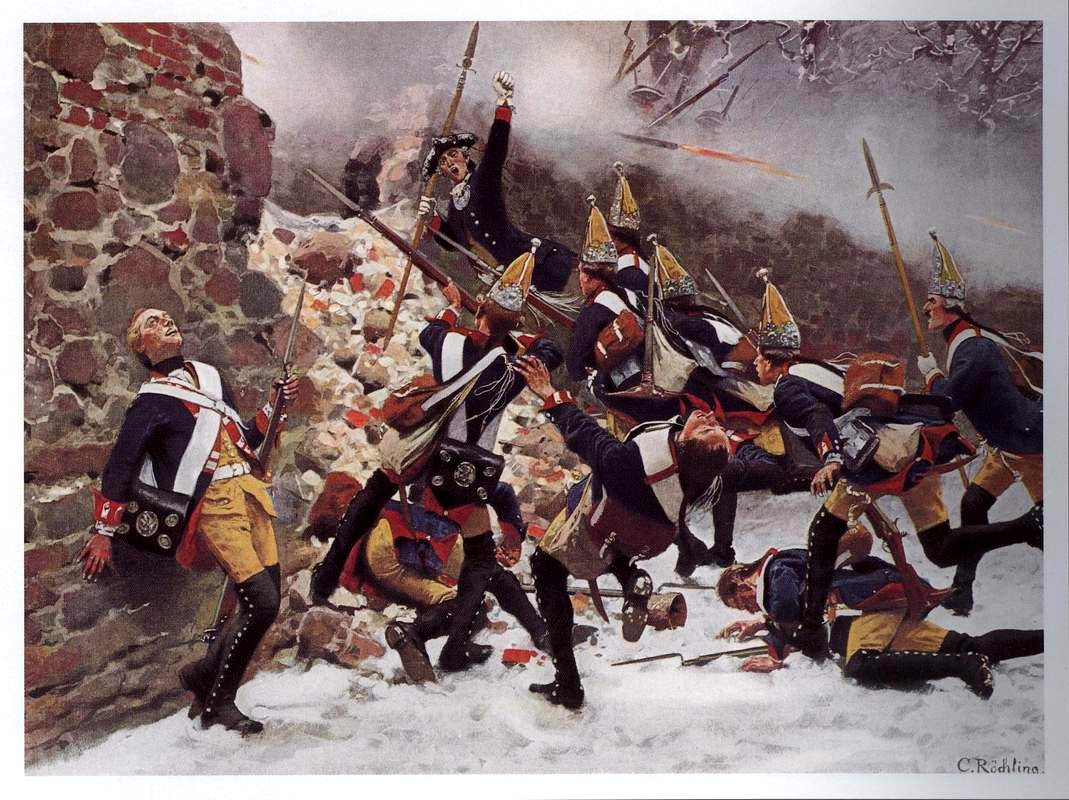
로이텐 마을을 공격하는 프로이센 보병대.

이 전투를 승리로 이끈 열쇠는 전투 초반의 작전 기동이었다. 프리드리히 대왕은 자신의 의도를 숨길 수 있었고, 결국 완벽한 기습을 성공시켰으며 적의 약한 부분에 강력한 공격을 가하였다. 이는 베베군그스크리에그(Bewegungskrieg), 좀 더 널리 알려진 이름으로는 블리츠크리크(Blitzkrieg; 전격전)의 시초라고도 볼 수 있는 작전이었다. 오스트리아는 보헤미아로 물러났고, 슐레지엔은 그대로 프로이센의 영토로 남게 되었다. 이는 프리드리히 대왕의 위대한 승리임과 동시에 당시 프로이센 보병대의 강력함을 다시금 세계에 널리 떨친 전투이기도 했다. 얼마 안 있어 마리아 테레지아는 자신의 무능한 처남 카를 공의 사직을 요구하였다.

## 참고 자료
- Citino, Robert M.. The German Way of War: From the Thirty Years War to the Third Reich. University Press of Kansas. Lawrence, KS, 2005. ISBN 0-7006-1410-9
- Jon Latimer, Deception in War, London: John Murray, 2001, ISBN 0-7195-5605-8pp.19-20.